# Museo de Sisimiut

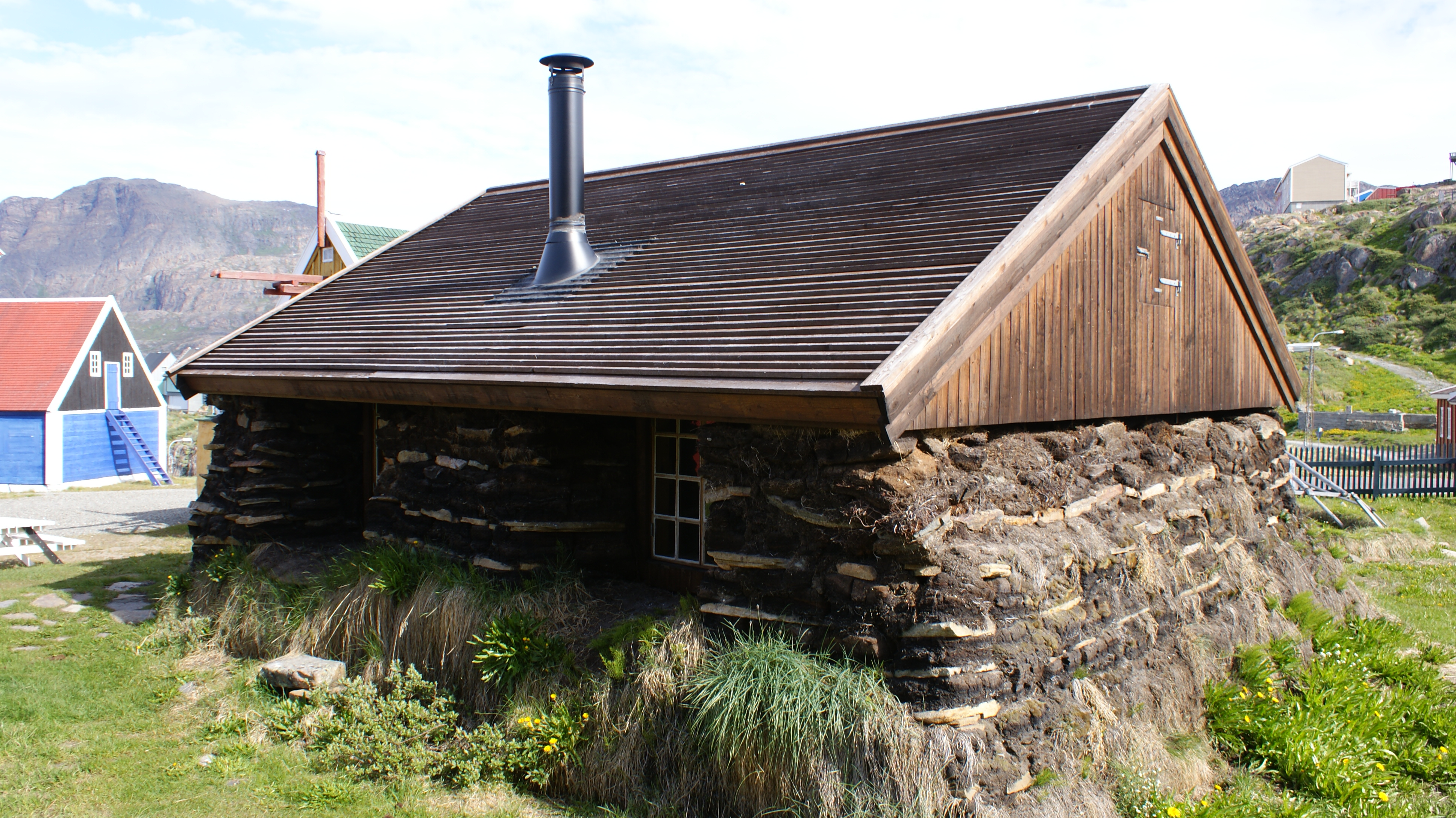
Una turba tradicional de Groenlandia, reconstruida en el Museo de Sisimiut.

El Museo de Sisimiut (en groenlandés: Sisimiut Katersugaasiviat) es un museo en Sisimiut, Groenlandia. Localizado en un edificio histórico cerca el puerto, se dedica a exhibir sobre el comercio, la industria y el transporte marítimo de Groenlandia, con artefactos recuperados tras diez años de investigaciones arqueológicas y excavaciones de los antiguos asentamientos culturales de Saqqaq cercanos a la ciudad, los cuales representan la cultura de la región de hace 4.000 años.
El museo también alberga una colección de las herramientas y objetos locales recogidos en 1902 y 1922, pertenecientes a un inventario de la vieja Iglesia con el retablo original que data de aproximadamente el año 1650, y pinturas de los años 1790s. La exhibición al aire libre contiene la reconstrucción de una turba de una residencia groenlandesa de principios del siglo XX con muebles locales. La exposición incluye los restos de un kayak del siglo XVIII y la colección Poul Madsen que contiene artesanías, arte, artículos del hogar y los objetos etnográficos compilados durante cincuenta años.
En 1989, Finn Kramer, conservador del museo, descubrió un sitio arqueológico de la cultura Saqqaq en la isla Nipisat y estuvo a cargo de su evacuación durante los próximo cinco años.